# Hololena altura
Hololena altura là một loài nhện trong họ Agelenidae.
Loài này thuộc chi Hololena. Hololena altura được Ralph Vary Chamberlin & Wilton Ivie miêu tả năm 1942.